# Jon Ingesson Kuvlung
Jon Ingesson Kuvlung (mort en 1188) est un prétendant à la couronne du royaume de Norvège  pendant la 
période des guerres civiles et un rival du souverain régnant Sverre de Norvège.

## Contexte Historique
Depuis 1130 le royaume de Norvège est le théâtre des guerres civiles d'intensité et d'importance variées. L'origine de ses conflits est lié à l'imprécision de la loi de dévolution au trône, à des mouvements sociaux et au conflit entre l'église et la monarchie. Le point de ralliement des partis est régulièrement un « fils de roi » qui devient le chef de file du parti et qui s'oppose au roi régnant. En 1184 le roi  Sverre de Norvège et ses partisans les Birkebeiners défont le roi Magnus V de Norvège et les Heklungs lors de la Bataille de Fimreite. Dans le combat le roi Magnus est tué et Sverre devient pour plusieurs années le souverain incontesté de Norvège.

## Le prétendant
Jon Ingesson est proclamé, fils d'un précédent roi, Inge Ier, bien que la  Sverris saga, principale source d'information pour cette période de l'histoire de la Norvège le présente comme un imposteur Jon Ingesson n'est qu'un jeune clerc lorsqu'il accepte de devenir la figure de proue d'une insurrection il est moine à l'abbaye de Hovedøya située dans l'Hovedøya au large d'Oslo. Son surnom Kuvlung provient mot du  vieux norois kuvl la cuculle, du latin ecclésiastique cuculla qui désigne le vêtement à capuchon porté par les moines. Jon Kuvlung règne sur le Viken comme anti-roi jusqu'à ce qu'il soit tué par les Birkebeiner à Bergen en 1188.

## Les Kuvlungs
Pendant l'automne 1185, les anciens partisan du roi Magnus V de Norvège dans le  Viken rencontre Jon Kuvlung qui est ensuite proclamé roi à l'Haugathing de Tønsberg.
Leur chef est Símon Kárason dont l'épouse, Margrete Arnesdotter (norvégien Margrét Arnadóttir), est le demi-sœur du roi  Inge Ier de Norvège et la petite fille de la reine Ingrid Rögnvaldsdotter. Margrét Arnadóttir est également la sœur Nicolas Arnesson, l'évêque d'Oslo et un des principaux opposant 
au roi Sverre. Símon Kárason et Margrét Arnadóttir sont les parents de  Philippe Simonsson, le futur prétendant au trône de Norvège,.
Ce parti est dans les faits la continuation directe de la faction des Heklunger qui avait précédemment contesté le pouvoir du roi Sverre. Les Heklungers, comme leur nom le laisse entendre, étaient très liés à l'église. Bien que le clergé ne soutienne pas ouvertement les Kuvlungs, il adopte une attitude de neutralité bienveillante. L'église ne reproche jamais à Jon d'avoir quitté son monastère, alors que le roi Sverre est sévèrement attaquer par le clergé 
pour être un ancien religieux qui a abandonné sa fonction de prêtre aux Îles Féroé. Les Kuvlungs prennent rapidement le contrôle de la partie est et ouest de la Norvège celles qui avait été précédemment les bastions des Heklunger.
Durant l'automne de 1186, les Kuvlungs attaquent Nidaros. Cette offensive prend le roi Sverre par surprise. Il s réfugie dans son château-fort récemment édifié le Sverresborg. Incapable de s'emparer de la forteresse, les Kuvlungs sont obligés de se retirer. En 1188, Sverre se dirige vers le sud avec un flotte puissante. la première rencontre a lieu à Tønsberg, mais aucun des deux partis n'acceptent le combat. Les Kuvlungs se réfugient à Bergen. Sverre les attaque devant Bergen juste avant Noël. Le bateau de Jon s'échoue sur un rocher lorsqu'il tente de regagner le port pour faire face à l'ennemi et Jon Kuvlung est tué, mettant fin à l'insurrection des Kuvlungs.

## Source de traduction
- (en) Cet article est partiellement ou en totalité issu de l’article de Wikipédia en anglais intitulé « Jon Kuvlung » (voir la liste des auteurs).

## Autres sources
- (en) Knut Gjerset History of the Norwegian People The Macmillan Company New york 1915, « King Sverre's Reign ».
- Karl Jónsson La Saga de Sverrir, Roi de Norvège: traduite, annotée et présentée par Torfi H. Tulinius. « Collection Les classiques du Nord ». Les Belles Lettres. Paris 2010  (ISBN 2251071148)
- Lucien Musset, Les Peuples scandinaves au Moyen Âge, Paris, Presses universitaires de France, 1951, 342 p. (OCLC 3005644)
- Claus Krag  Sverre. Norges største middelalderkonge (Aschehoug. Oslo: 2005)
- Andreas Holmsen Norges historie. Fra de eldste tider til 1660 (Universitetsforlaget, Oslo: 1939)